# Curling ai XXII Giochi olimpici invernali
Le gare di curling dei XXII Giochi olimpici invernali si sono svolte a Soči, dall'11 al 21 febbraio 2014 sia per il torneo femminile che per quello maschile.

## Podi

### Uomini
| Evento             | Oro                                                                 | Argento                                                                                 | Bronzo                                                                           |
| Curling (dettagli) | Canada Brad Jacobs Ryan Fry E. J. Harnden Ryan Harnden Caleb Flaxey | Gran Bretagna David Murdoch Greg Drummond Scott Andrews Michael Goodfellow Tom Brewster | Svezia Niklas Edin Sebastian Kraupp Fredrik Lindberg Viktor Kjäll Oskar Eriksson |

### Donne
| Evento             | Oro                                                                       | Argento                                                                                          | Bronzo                                                                        |
| Curling (dettagli) | Canada Jennifer Jones Kaitlyn Lawes Jill Officer Dawn McEwen Kirsten Wall | Svezia Margaretha Sigfridsson Maria Prytz Christina Bertrup Maria Wennerström Agnes Knochenhauer | Gran Bretagna Eve Muirhead Anna Sloan Vicki Adams Claire Hamilton Lauren Gray |

## Medagliere
| Pos.   | Paese         |   |   |   | Totale |
| ------ | ------------- | - | - | - | ------ |
| 1      | Canada        | 2 | 0 | 0 | 2      |
| 2      | Gran Bretagna | 0 | 1 | 1 | 2      |
| 2      | Svezia        | 0 | 1 | 1 | 2      |
| Totale | Totale        | 2 | 2 | 2 | 6      |